# 安国寺 (豊岡市)
安国寺（あんこくじ）は、兵庫県豊岡市にある臨済宗大徳寺派の寺院。山号は太平山。ドウダンツツジの紅葉が有名。

## 歴史
鎌倉時代後期、無本覚心（法灯国師）による開山といわれる。貞和元年（1345年）、足利尊氏が後醍醐天皇をはじめとする南朝の戦没者の菩提を弔うために安国寺と改称された。

## アクセス
- 北近畿豊岡自動車道 山東ICより北へ約30分。
- JR山陰本線 八鹿駅・江原駅・豊岡駅より全但バス 出石（いずし）行き、終点にて奥藤（おくふじ）行きに乗り換え、出合（であい）にて下車、南東へ徒歩約30分。